# Barbara herrichiana
Barbara herrichiana là một loài bướm đêm thuộc họ Tortricidae. Nó được tìm thấy ở miền trung châu Âu, Tây Ban Nha, Hy Lạp và Ukraina.
Sải cánh dài 16–22 mm. Con trưởng thành bay vào tháng 4 và tháng 5.
Ấu trùng ăn Abies alba, Abies cephalonica, Abies numidica và on occasion also on Picea. It is considered a significant pest of Abies. The larvae live inside the cones of the host plant, feeding on the seeds.